# El misterio de la guía de ferrocarriles
El misterio de la guía de ferrocarriles (The ABC Murders o The Alphabet Murders en inglés) es una novela de la escritora británica Agatha Christie publicada en 1936.

## Argumento
Poirot recibe una carta desafiante firmada por un tal A. B. C., retándole a que lo detenga en su propósito de cometer una serie de asesinatos siguiendo el orden alfabético. El cuerpo de la señora Alice Ascher, una anciana propietaria de un estanco en Andover, aparece con un gran golpe en la nuca de espaldas al mostrador, al lado de una guía de ferrocarriles ABC abierta por la página de Andover. La calle estaba muy concurrida, por lo que nadie vio al asesino. Tras una reunión en el despacho de Poirot, se decide que solo pueden esperar a que el asesino cometa el segundo crimen. Cuando se descubre que Betty Barnard ha sido asesinada con su propio cinturón en una playa de Bexhill-on-sea, Poirot lucha por descubrir al asesino, y las cosas se complican cuando asesinan a Carmichael Clarke en Churston. En esta interesante historia Poirot es acompañado por su gran amigo el capitán Arthur Hastings.

## Adaptaciones cinematográficas
- Detective con rubia (The Alphabet Murders). 1965. Guion: David Pursall y Jack Seddon. Dirección: Frank Tashlin. Intérpretes: Tony Randall, Anita Ekberg, Robert Morley, Maurice Denham.

## Adaptaciones para televisión
- "The ABC Murders". 1.er. episodio, emitido por la televisión inglesa el 5 de enero de 1992, de la 4.ª temporada de la serie "Agatha Christie's Poirot", que había comenzado en 1989.

Guion: Clive Exton. Dirección: Andrew Grieve. Intérpretes: David Suchet, Hugh Fraser, Philip Jackson, Donald Sumpter, Donald Douglas, Nicholas Farrell.